# XaviXPORT
XaviXPORT, ou simplesmente XaviX, foi um console de videogame lançado em 2004 pela SSD COMPANY LIMITED.
Assim como o Nintendo Wii, que seria lançado dois anos mais tarde, o XaviXPORT era apoiado pela ideia de controles por movimento e em jogos esportivos casuais. Cada jogo do XaviXPORT tinha seu próprio controle, como raquetes para tênis, luvas para box, taco para baseball e etc. Assim como o Wii, ele identificava os movimentos reais do jogador como forma de interação com os jogos. Barato, o console vinha sem processador, trazendo os chips apenas no cartucho.